# Schweizerische Vereinigung der Freisinnig-Demokratischen Frauen
Die Schweizerische Vereinigung der Freisinnig-Demokratischen Frauen (SVFF) wurde 1949 als
eigenständiger, im Parteivorstand der Freisinnig-Demokratischen Partei nicht vertretener Verein gegründet. 1994 wurde sie zu FDP-Frauen Schweiz umbenannt.

## Struktur und Ziele
Die Gründer der Vereinigung waren freisinnige Frauengruppen aus mehreren Kantone, die SVFF wurde als gemeinsamer Dachverband in einem Vorortssystem organisiert. Ziele der Vereinigung waren die Unterstützung der freisinnigen Politik, Wahrnehmung von Fraueninteressen innerhalb der FDP sowie ein verstärktes Engagement für die politische Gleichberechtigung der Frauen. 1971 wurde die Einführung des Frauenstimmrechtes erreicht, unter den erstgewählten 12 Parlamentarierinnen der Bundesversammlung waren 4 freisinnige Frauen: die damals einzige Ständerätin der Schweiz Lise Girardin sowie die Nationalrätinnen Tilo Frey, Martha Ribi und Liselotte Spreng. Die Verankerung der Gleichberechtigung in der Bundesverfassung (1981) und die Annahme des partnerschaftlichen Eherechtes (1985) waren wichtige Erfolge auch der SVFF.
Von 1949 bis 1991 wurde das Präsidium tournusmässig durch die kantonalen Sektionspräsidentinnen gestellt. Seit 1976 gehört die Präsidentin der jeweiligen schweizerischen freisinnigen Frauenorganisation der Geschäftsleitung der FDP Schweiz an. 1991 wurde die Schweizerische Vereinigung der Freisinnig-Demokratischen Frauen umorganisiert, statt Vorortssystem wurde ein gesamtschweizerischer Verein mit einem gemeinsamen Vorstand ins Leben gerufen. Neu wurde eine Delegiertenversammlung konstituiert, die jährlich tagt und die Präsidentin sowie den Vorstand wählt. Die Vereinigung änderte 1994 ihren Namen zu FDP-Frauen Schweiz.

## Präsidentinnen
- 1949–1952 Alice Quinche, Kanton Waadt
- 1952–1954 Madeleine Meyer Zuppiger, Kanton Zürich
- 1954–1955 Ida Weber, Kanton St. Gallen
- 1955–1958 Hanni Schärer-Rohrer, Kanton Bern
- 1958–1962 Claire Schibler-Kägi, Kanton Thurgau
- 1962–1965 Hélène Guignand, Kanton Genf
- 1965–1968 S. Rutishauser, Kanton Aargau
- 1968–1971 Marguerite Gasser-Paur, Kanton Zürich
- 1971–1974 Jeannine Marguerat-Sugnet, Kanton Waadt
- 1974–1977 Carmen Hatz-Stauffer, Kanton Basel-Stadt
- 1977–1980 Elisabeth Flückiger, Kanton Bern
- 1980–1983 Ira Stamm-Schmid, Kanton St. Gallen
- 1983–1988 Regula Frei-Stolba, Kanton Aargau
- 1988–1991 Dolly Duc, Kanton Waadt